# Netelia albipicta
Netelia albipicta là một loài tò vò trong họ Ichneumonidae.